# Профессорский кубик
Профессорский кубик 5×5 (англ. Professor's Cube) ― шарнирная головоломка из серии однотипных кубиков 2×2, 3×3, 4×4, 6×6, 7×7 и 8×8.
На поверхности куба 98 деталей: 8 угловых кубиков, 36 рёберных кубиков и 54 внутренних поля (48 подвижных, 6 неподвижных центральных).
Существует множество методов сборки куба 5×5×5: например, сборка по типу кубика 3×3×3 (начиная с центра), сборка слой за слоем, метод клетки (начиная с краёв и заканчивая центром) и др.

## История
Кубик 5×5×5 был изобретён Удо Креллом и впервые выпущен Уве Мёффертом в 1981 году. Компания Ideal Toys, которая первой популяризовала кубик 5×5×5, продавала его под названием «Иллюзия Рубика». Название «Профессорский кубик» распространилось только в 1990-х годах.

## Конструкция

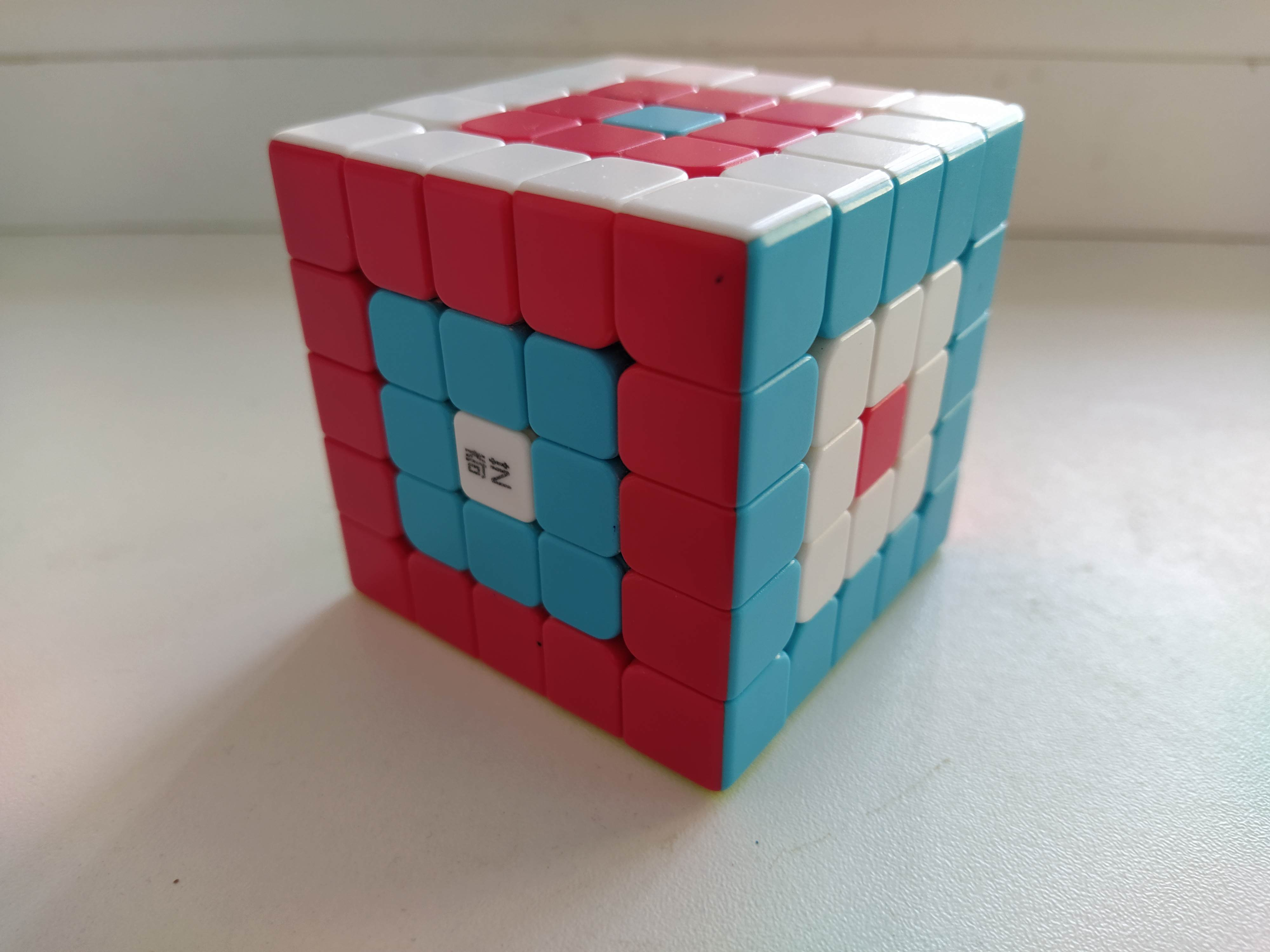
Узор «Точечные источники волн»

Из-за гораздо большего количества движущихся частей и деталей, чем в кубике 3×3×3, кубик 5×5×5 мало подходит для спидкубинга. Применение чрезмерных усилий и быстрое перемещение деталей при сборке может привести к поломке куба.
В разных версиях кубика присутствуют различные механизмы:

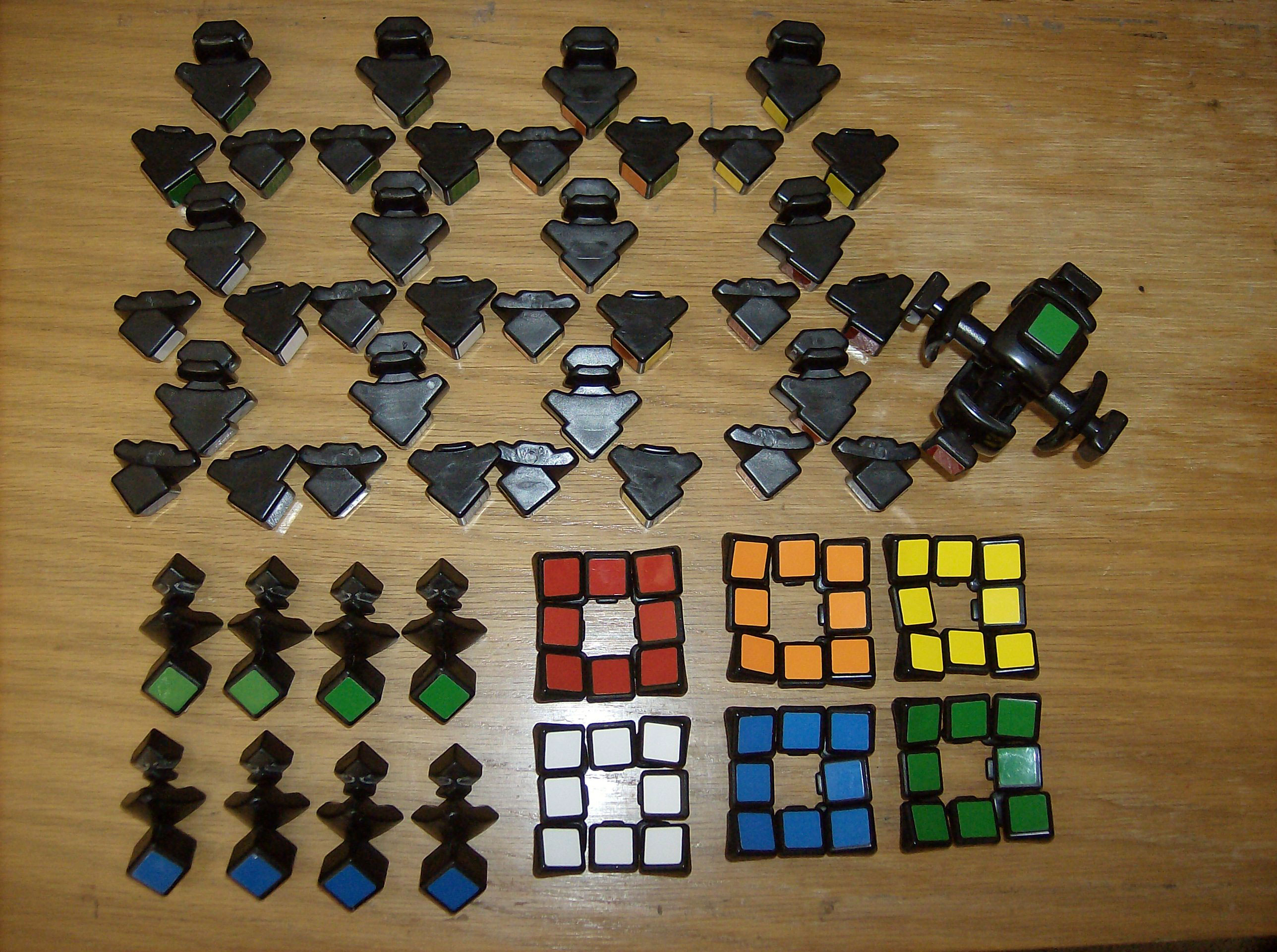
Механизм Удо Крелла
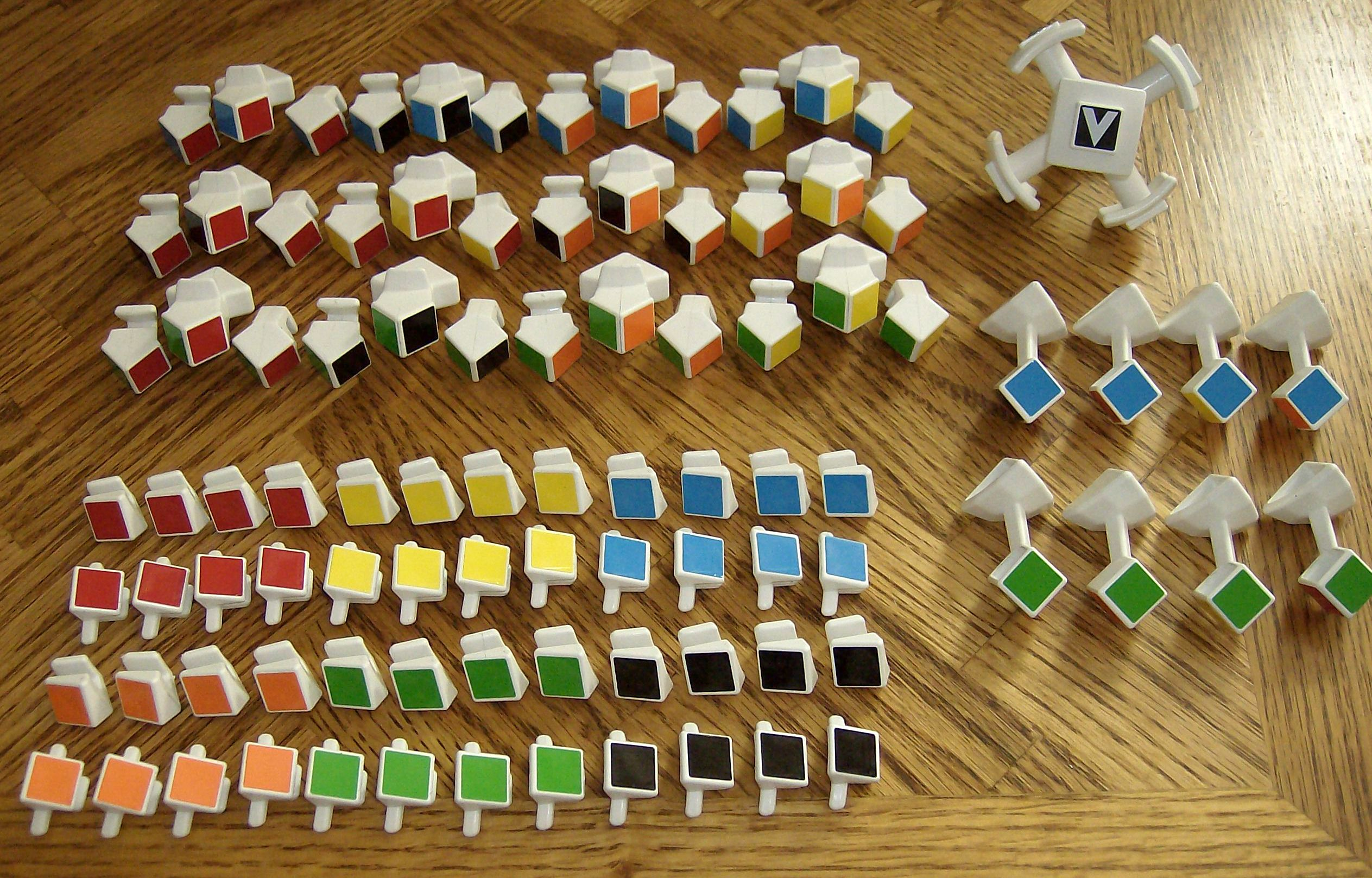
Механизм Панайотиса Вердеса
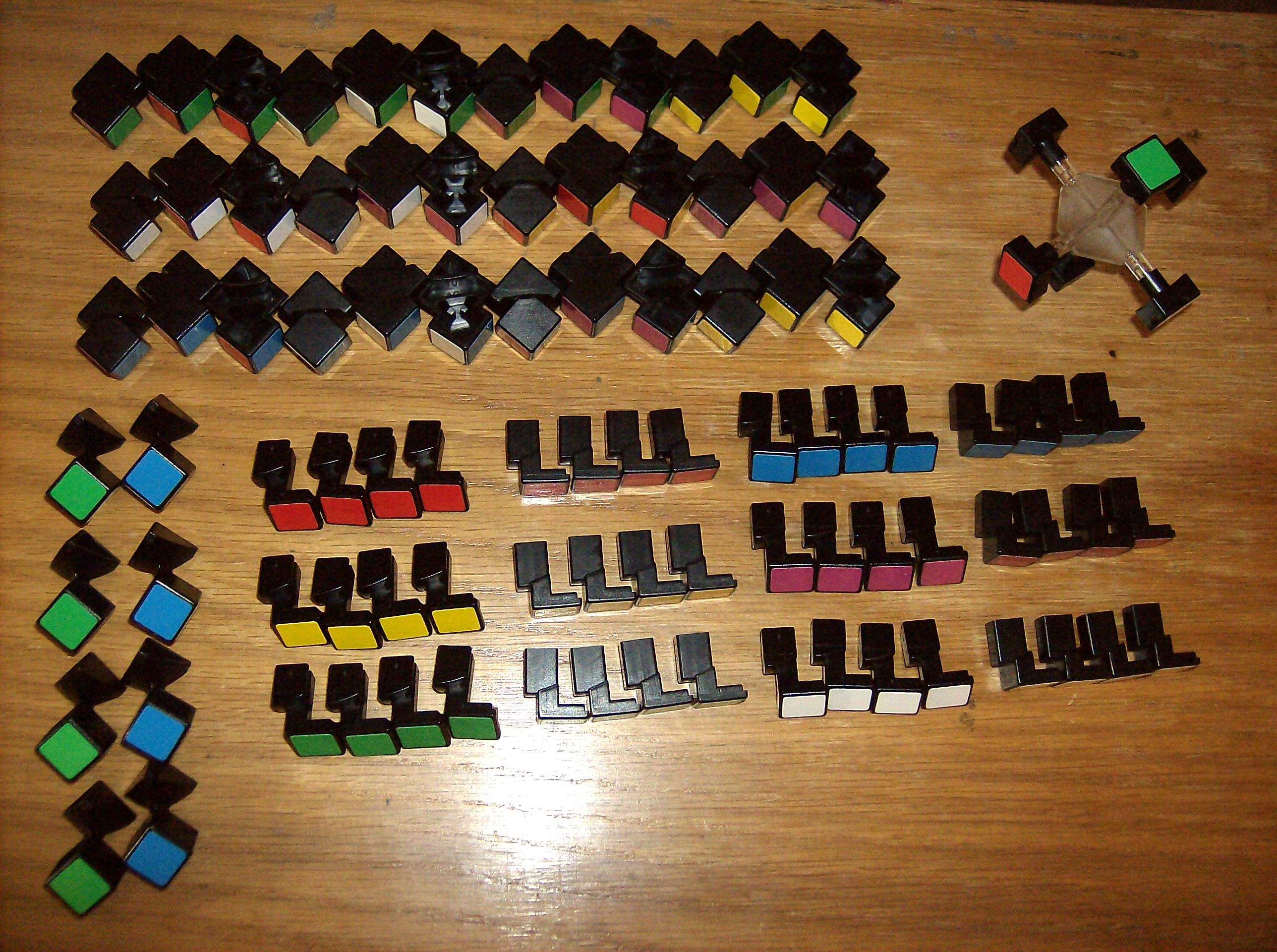
Механизм Eastsheen

## Перестановки
Общее количество перестановок равно:
{\displaystyle {\frac {8!\times 3^{7}\times 12!\times 2^{10}\times 24!^{3}}{24^{12}}}\approx 2.83\times 10^{74}}
Это составляет примерно 283 тривигинтиллиона.

## Нотация
Для обозначения поворотов Профессорского кубика используется нотация Кубика Рубика с дополнительными обозначениями средних слоёв:
- Центральные слои обозначаются как обычно — M, E, S.
- Правый средний, левый средний, верхний средний слой и т. д. — r, l, u (строчными буквами) или 2R, 2L, 2U.
- Правая грань с правым средним слоем, левая грань с левым средним слоем и т. д. — Rr, Ll или Rw, Lw.